# Echinodorus
Echinodorus es un género de plantas acuáticas que se encuentran en el hemisferio occidental.

## Descripción
Son plantas anuales o perennes, con hojas flotantes o emergentes, raramente sumergidas, sésiles o pecioladas y triangulares con márgenes enteros o ondulados. Las inflorescencias en racimos o panículas, raramente en umbelas. Las flores son hermafroditas. 

## Taxonomía
El género fue descrito por Rich. ex Engelm. y publicado en Mémoires du Muséum d'Histoire Naturelle 1: 365. 1815.
Etimología
Echinodorus: nombre genérico que deriva del griego antiguo: echius = "cáscara rugosa" y doros = "bota de vino", en alusión a los ovarios, que en algunas especies están armados con estilos persistentes, formando la cabeza espinosa de la fruta.

## Especies seleccionadas
| - Echinodorus angustifolius - Echinodorus argentinensis - Echinodorus aschersonianus - Echinodorus berteroi - Echinodorus bleheri - Echinodorus bracteatus - Echinodorus cordifolius - Echinodorus grisebachii - Echinodorus horizontalis - Echinodorus tunicatus | - Echinodorus longiscapus - Echinodorus macrophyllus - Echinodorus nymphaeifolius - Echinodorus opacus - Echinodorus osiris - Echinodorus ovalis - Echinodorus subalatus (Mart. ex Schult.f.) Griseb. - llantén o plantaina de agua (Cuba) - Echinodorus tenellus - Echinodorus trialatus - Echinodorus uruguayensis - Echinodorus virgatus |